# Alexis Massol González
Alexis Massol González é engenheiro civil e ambientalista de Porto Rico. Formou-se em engenharia civil em 1965 pela Universidade de Puerto Rico em Mayagüez. Em 2002 ele recebeu o Prémio Ambiental Goldman pelos seus esforços na protecção das florestas montanhosas de Porto Rico devido às ameaças de interesses de mineração. Graças aos seus esforços, a reserva florestal Bosque del Pueblo foi estabelecida em 1996. É casado com Tinti Deyá Díaz e tem dois filhos, Ariel Massol Deyá e Arturo Massol Deyá.